# NGC 2397
NGC 2397是一個位於飛魚座的古典螺旋星系，距離地球約6000萬光年。該星系的核心是較古老的黃色和紅色恆星，較年輕的恆星則形成於較外圍有大量塵埃的藍色旋臂上。
約翰·赫歇爾於1835年2月21日發現NGC 2397。2006年3月，天文學家發現當時已屬於晚期狀態的超新星SN 2006bc。贝尔法斯特女王大学一群透過尋找超新星被發現前拍攝的天文影像以研究超新星爆炸恆星種類的天文學家發現了該超新星爆炸前的前身星。並且是該團隊發現的第6顆超新星爆炸前的前身星。

## 外部連結
- NGC 2397（页面存档备份，存于） ON SIMBAD